# Abedus breviceps
Abedus breviceps är en insektsart som beskrevs av Carl Stål 1862. Abedus breviceps ingår i släktet Abedus och familjen Belostomatidae. Inga underarter finns listade i Catalogue of Life.